# チャールズ・メルトン (俳優)
チャールズ・メルトン（Charles Michael Melton、1991年1月4日 - ）は、アメリカ合衆国の俳優。
アラスカ州ジュノー出身。アメリカ人の父親と韓国人の母親の間に生まれる。
カンザス州立大学に進学したが、演技を追求するため20歳で中退、ロサンゼルスに移り住みモデルとしてキャリアをスタートし、2017年からテレビドラマ『リバーデイル』に第2シーズンからレジー・マントル役で出演して注目を集め、第3シーズンからレギュラーとなった。
2023年の映画『メイ・ディセンバー ゆれる真実』に13歳の時に23歳年上の女性と恋に落ちた青年ジョー役で出演、数々の賞を受賞するなど高い評価を受けた（後述）。

## 主な出演作品

### 映画
| 公開年 | 邦題 原題                                                                   | 役名           | 備考       |
| ------ | --------------------------------------------------------------------------- | -------------- | ---------- |
| 2019   | サン・イズ・オールソー・ア・スター 引き寄せられる2人 The Sun Is Also a Star | ダニエル・ベイ |            |
| 2020   | バッドボーイズ フォー・ライフ Bad Boys for Life                             | レイフ         |            |
| 2020   | メインストリーム Mainstream                                                 | 本人役         | カメオ出演 |
| 2022   | シークレット・ヘッドクォーターズ Secret Headquarters                        | ハワイ         |            |
| 2023   | メイ・ディセンバー ゆれる真実 May December                                  | ジョー         |            |

### テレビドラマ
| 公開年    | 邦題 原題                                                           | 役名                     | 備考                              |
| --------- | ------------------------------------------------------------------- | ------------------------ | --------------------------------- |
| 2014      | glee/グリー Glee                                                    | モデル                   | 1エピソード                       |
| 2015-2016 | アメリカン・ホラー・ストーリー：ホテル American Horror Story: Hotel | ミスター・ウー           | 2エピソード                       |
| 2017-2023 | リバーデイル Riverdale                                              | レジー・マントル         | 第2シーズンから出演、91エピソード |
| 2021      | アメリカン・ホラー・ストーリーズ American Horror Stories            | ワイアット               | 1エピソード                       |
| 2023      | ポーカー・フェイス Poker Face                                       | デイヴィス・マクダウェル | 1エピソード                       |
| 2023      | メル・ブルックス/珍説世界史PART II History of the World: Part II    | ジョシー・マッドマン     | 3エピソード                       |

## 受賞
- 第33回ゴッサム・インディペンデント映画賞助演男優賞[10]
- 第8回シアトル映画批評家協会賞助演男優賞[11]
- 第36回シカゴ映画批評家協会賞助演男優賞・有望俳優賞[12]
- 第58回全米映画批評家協会賞助演男優賞[13][14]
- 第23回ニューヨーク映画批評家オンライン賞ブレイクスルー演技賞
- 第89回ニューヨーク映画批評家協会賞助演男優賞[15]
- 第28回フロリダ映画批評家協会賞助演男優賞
- ロンドン映画批評家協会賞助演男優賞
- 第22回ワシントンD.C.映画批評家協会助演男優賞[16]

※全て映画『メイ・ディセンバー ゆれる真実』での受賞。